# 伯努瓦·阿蒙
伯努瓦·阿蒙（法語：Benoît Hamon，法語發音：[bənwa amɔ̃]；1967年6月26日—）是法國一名政治人物，曾任社會黨政府的教育部長。他於2017年1月29日贏得社會黨的總統參選人初選，并代表社會黨出戰2017年4月23日的法國總統選舉，但在第一轮投票中被淘汰。